# Pois bambara
Vigna subterranea
Pour les articles homonymes, voir Pois (homonymie).
Espèce
Classification phylogénétique

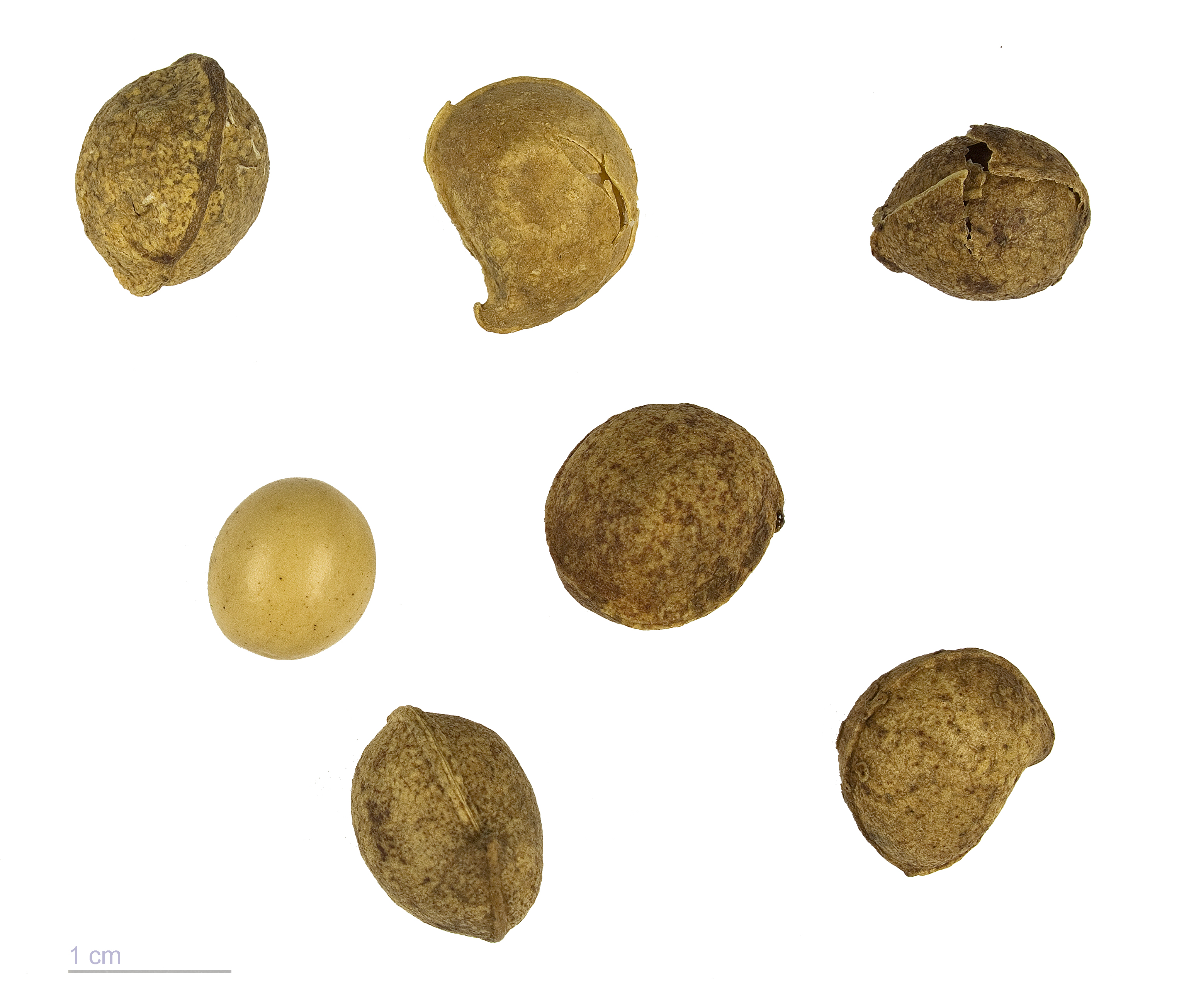
Vigna subterranea au Muséum de Toulouse.

Le pois bambara ou pois de terre (Vigna subterranea) est une espèce de plantes à fleurs de la famille des Fabaceae (ou légumineuses). C'est une plante herbacée originaire d'Afrique occidentale, largement cultivée pour ses graines qui se récoltent sous terre à l'instar des arachides.
Au Bénin, on l'appelle voandzou en français courant ou encore azingokouin en fongbé. Au Togo et au Ghana il est appelé azin'kokui par les Guin et les Ewe. À Madagascar, il est nommé Voanjobory et au Gabon et Congo arachide Batéké.

## Description
C'est une espèce annuelle à tiges ramifiée, poilues avec des entrenœuds courts. Au contact du sol, ces tiges forment de nouvelles racines. Les feuilles sont trifoliées avec des folioles de 3 à 8 cm de long. Les fleurs sont jaunes, ou rouges  Après la fécondation elles pénètrent dans le sol.  Les gousses de 1,5 à 3 cm contiennent 2 à 3 graines sphériques blanches, rouges, noires ou marbrées.

## Utilisation
Les jeunes graines sont consommées crues. Les grains secs sont consommés grillés ou cuits à  l'eau après trempage.

## Synonymes
- Glycine subterranea L.
- Voandzeia subterranea (L.) Thouars ex DC.